# 小松郁夫
小松 郁夫（こまつ いくお、1947年4月15日 - ）は、日本の教育学者。流通経済大学教授。文部科学省初等中等教育局視学委員。国立教育政策研究所、名誉所員。専門は学校経営学、比較教育学、教育行政学。

## 略歴
1947年に秋田県横手市で生まれる。東京教育大学大学院博士課程教育学専攻を単位取得退学後、東京電機大学理工学部講師・助教授などを経て、1993年に国立教育研究所教育経営研究部学校経営研究室長となる。その後、同研究所の教育経営研究部長を務める。同研究所が2001年の中央省庁再編に伴い国立教育政策研究所となった後は、高等教育研究部長、教育政策・評価研究部長を歴任し、初等中等教育研究部長を併任した。後に玉川大学教職大学院教授となり、その後、常葉大学教授を経て、2015年4月から流通経済大学教授。
この間、バーミンガム大学客員研究員、早稲田大学客員教授を務めた。また非常勤講師として東京大学、京都大学、京都教育大学、筑波大学、信州大学、九州大学、青山学院大学、上智大学等で人材育成を行った。

## 諸活動
研究活動では日本教育経営学会、日本教育学会、日本教育行政学会に所属している。海外では英国初等学校長会及び中等学校長会、英国教育行政経営学会の各会員であり、英国の教育制度に関する研究を進めた。さらに、複数の教育行政にも関わっており文部科学省や教育委員会の委員などを務めた。研究上の専門は定かではない。

## 主著
- 編著『「新しい公共」型学校づくり』（ぎょうせい、2014年）